# خاچماچ
خاچماچ (به ارمنی: Խաչմաչ) یک منطقهٔ مسکونی در جمهوری آرتساخ است که در استان آسکران واقع شده‌است. خاچماچ ۲۰۲ نفر جمعیت دارد.